# Picus, Anenii Noi
Picus este o localitate din componența comunei Ochiul Roș din raionul Anenii Noi, Republica Moldova.

## Demografie
Structură etnică
     moldoveni (20,79%)
     ucraineni (46,53%)
     ruși (7,92%)
     găgăuzi (0%)
     bulgari (23,76%)
     români (0%)
     evrei (0%)
     polonezi (0%)
     țigani (0%)
     alte etnii / nedeclarată (1%)
Conform datelor recensământului din 2004, populația localității este de 101 locuitori, dintre care 44 (43,56%) bărbați și 57 (56,44%) femei. Structura etnică a populației în cadrul localității arată astfel:
- moldoveni — 21;
- ucraineni — 47;
- ruși — 8;
- bulgari — 24;
- altele / nedeclarată — 1.